# Udzima wa ya Masiwa
Udzima wa ya Masiwa är Komorernas nationalsång. Den skrevs av Said Hachim Sidi Abderemane som också kompanerade musiken tillsammans med Kamildine Abdallah. Nationalsången antogs vid Komorernas självständighet 1978.

## Text påkomoriska
I béramu isi pépéza

i nadi ukombozi piya

i daula ivénuha

tasiba bu ya i dini voya trangaya hunu Komoriya

Narikéni na mahaba ya huveindza ya masiwa

yatruwasiwa Komoro damu ndzima

wasiwa Komoro dini ndzima

Ya masiwa radzali wa

ya masiwa yarileya

Mola né ari sayidiya

Narikéni ha niya

riveindzé uwataniya

Mahaba ya dine na duniya.

I béraba ya huveindzar ya masiwa.

mu isi pépéza

rang mwési sita wa Zuiye

i daula ivénuha

zisiwa zatru zi pangwi ha

Maoré na Nzuani, Mwalina Ngaziya

Narikéni na mahaba.

## Engelsk översättning
The flag is flying,

Announcing complete independence;

The nation rises up

Because of the faith we have

In this our Comoria.

Let us always have devotion

To love our Great Islands.

We Comorians are of one blood,

We Comorians are of one faith.

On these Islands we were born,

These Islands brought us up.

May God always help us;

Let us always have the firm resolve

To love our fatherland,

Love our religion and the world.

The flag is flying.

From the Sixth of July

The Nation rises up;

Our Islands are lined up.

Maori and Anzuan, Moheli and Comore,

Let us always have devotion

To love our Great Islands.